# 카미유 피사로
카미유 피사로(프랑스어: Camille Pissarro, 1830년 7월 10일 ~ 1903년 11월 13일)는 덴마크계 프랑스의 인상주의 화가다. 가장 훌륭한 근대 풍경화가 가운데 한 사람이며, 감정은 섬세하고, 초기 농원(農園)의 연작(連作) 또한 아름다운 매력이 있다.

## 생애
덴마크령 서인도 제도중 하나였던 세인트토머스섬(현재의 미국령 버진아일랜드)에서 태어났으며 12세 때에 프랑스 파리로 나가 도화(圖畵)를 익힌 다음 회화에 뜻을 두고 1855년에 재차 동경하던 파리에 나타났다. 처음에는 코로와 도비니(Charles-François Daubigny)의 풍경화에 매력을 느꼈고 연구소에서 모네와 세잔을 알게 되며 그 후에도 야외에 나가 햇볕 아래에서 풍경 그리기에 열중한다. 그는 루브센에 주거를 두고, 보불전쟁이 시작되자 전화(戰禍)를 피하여 런던으로 가서 거기서 다시금 모네를 만난다. 두 사람은 런던에서 터너를 만나서 빛의 표현에 대한 지도를 받고 인상파의 표현을 완성시켰다. 그러나 전후 귀국해 보니 그의 집은 전화로 황폐되어 있었다. 피사로는 얼마 동안 퐁토아스에 살며 거기서 세잔을 만나 그를 인상파의 표현을 끌어들였다. 거기에서 1874년에 친구들과 더불어 인상파 전람회를 결성했다. 피사로는 인상파전(印象派展)의 중심인물이 되어 그의 생애는 인상파적인 그림 제작으로 일관했다. 만년에는 루앵 항구나 파리의 오페라가(街) 등의 풍경을 그렸다.

## 작품 세계
피사로의 작품에는 온기가 통하는 듯 따스한 감정이 충만하다. 인상파의 이론을 실천하여 섬세한 터치로 색채를 쌓음으로써 색채는 아로새기듯 빛나는데, 피사로는 단지 색채를 물체의 빛깔 이상으로 보는 자기의 감정의 언어로 하여금 섬세하게 감정을 펴고 있다.

## 주요 작품

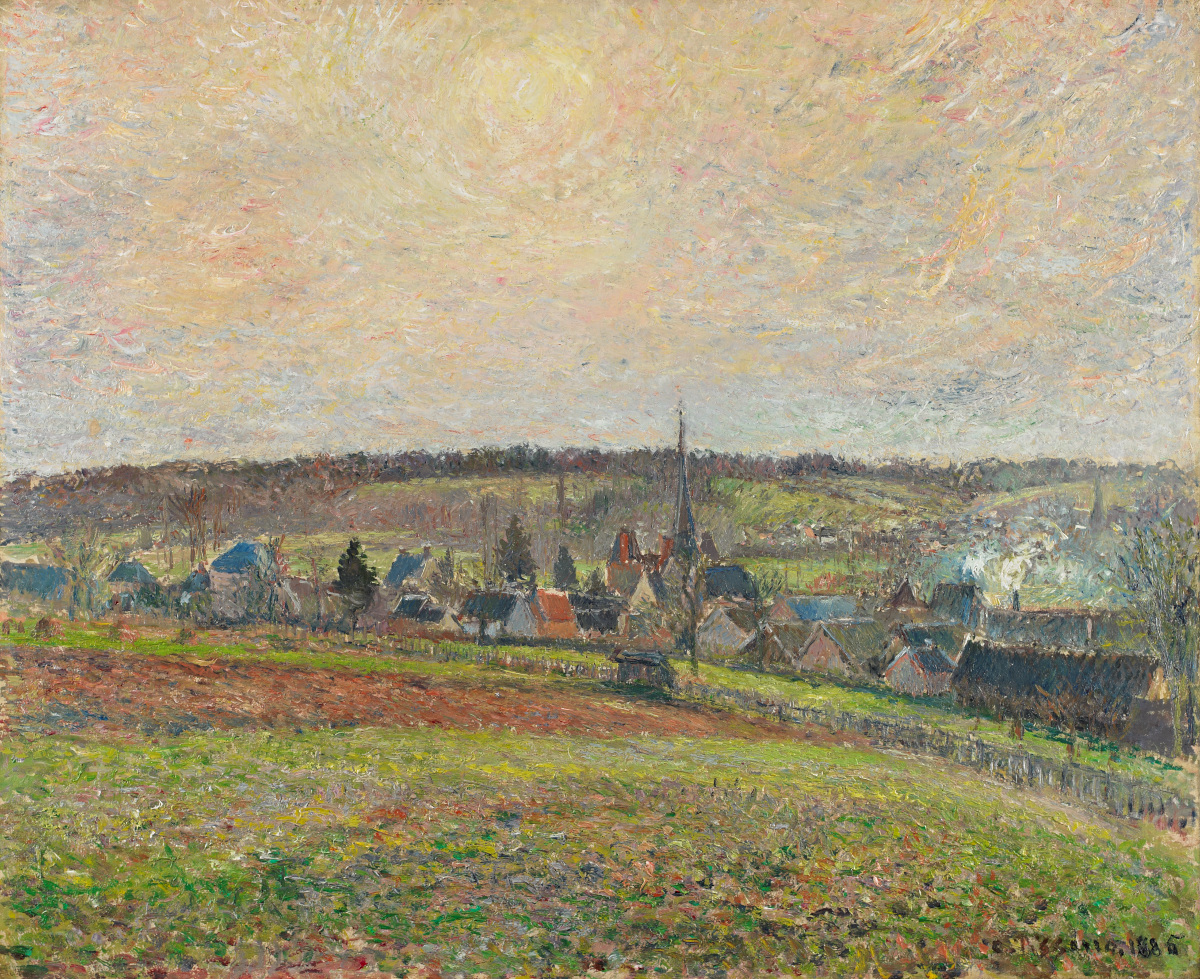
View of the Village of Éragny
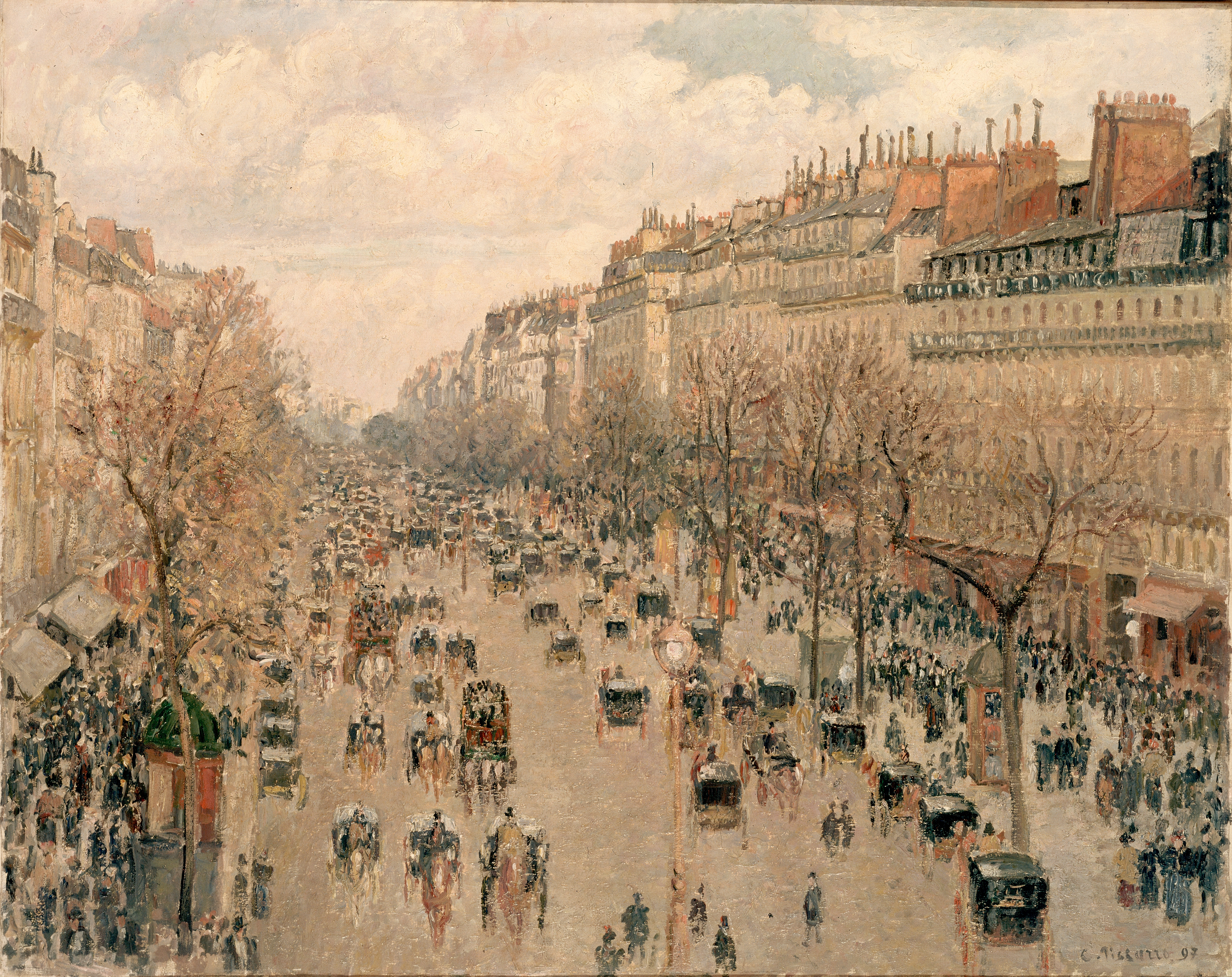
Boulevard Montmartre, soleil après-midi
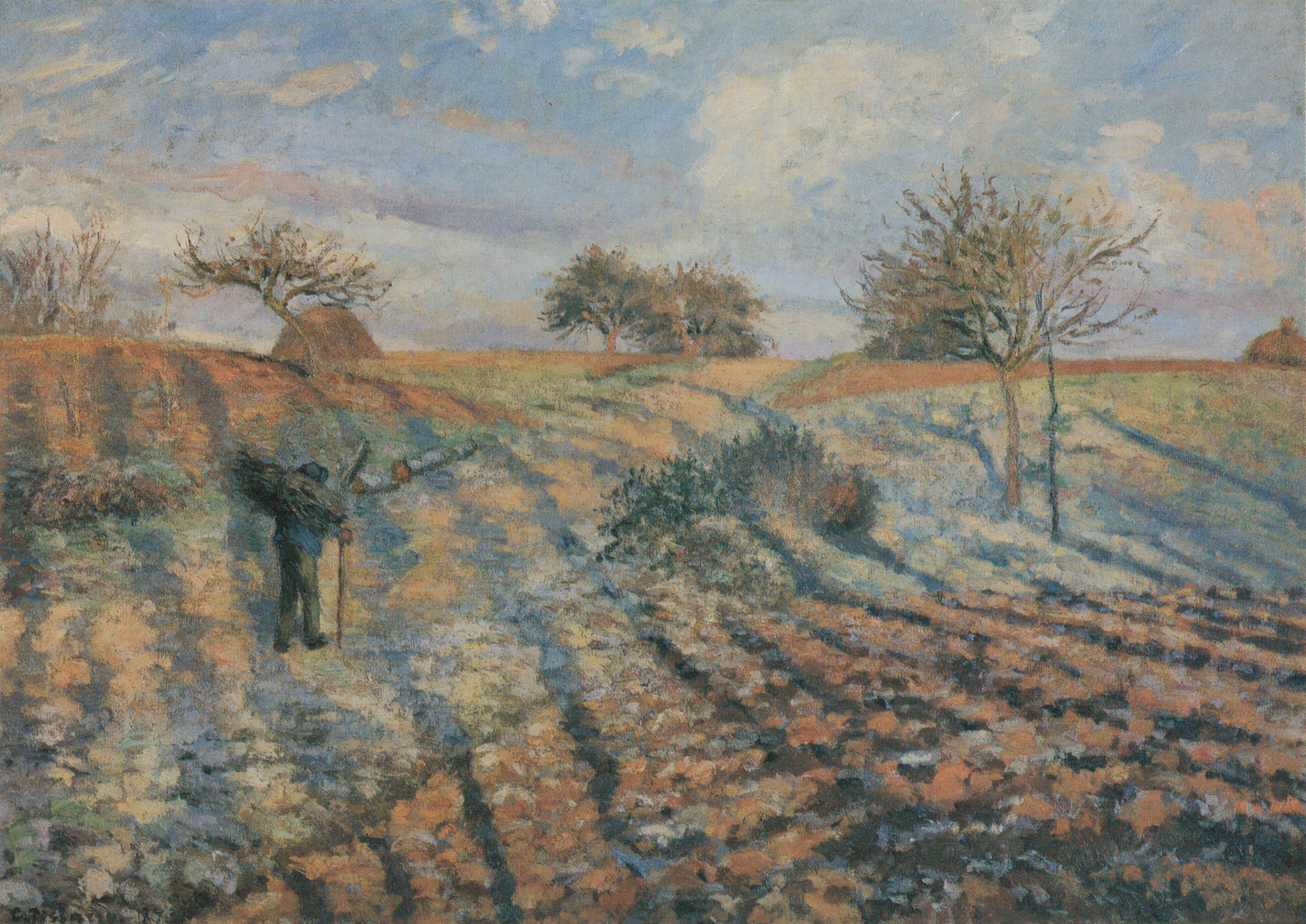
Hoar-Frost at Ennery
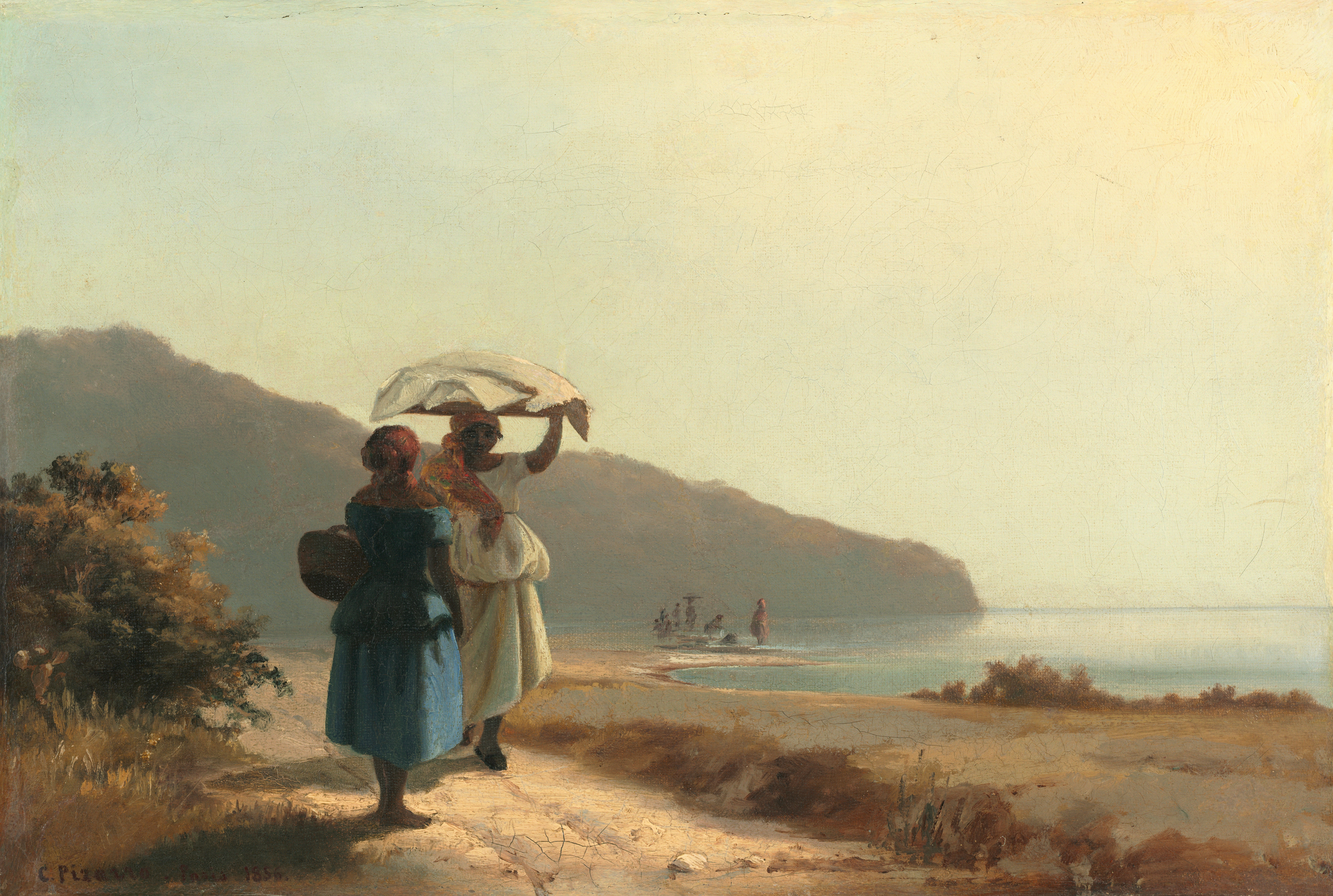
Two Women Chatting by the Sea, St. Thomas
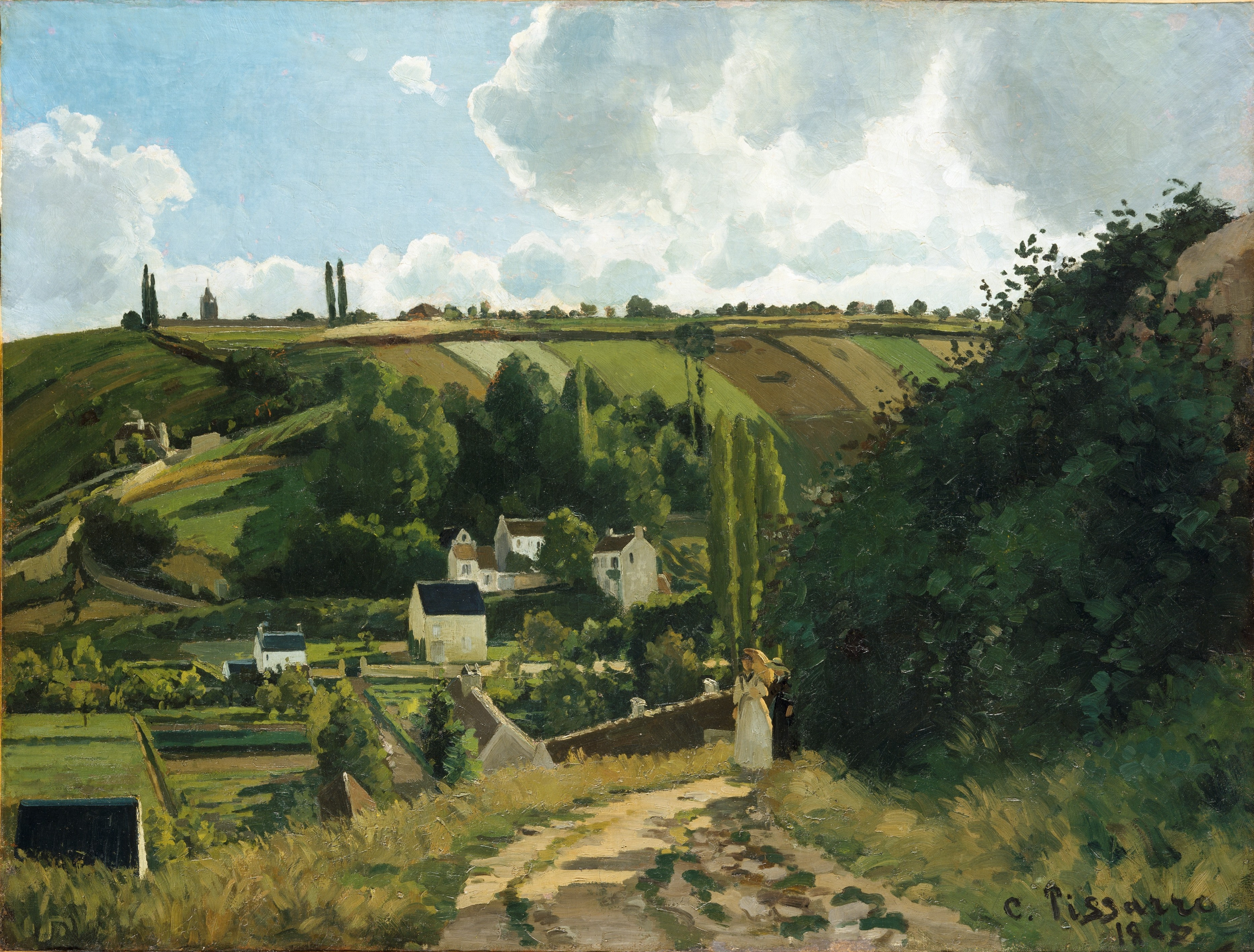
Jalais Hill, Pontoise
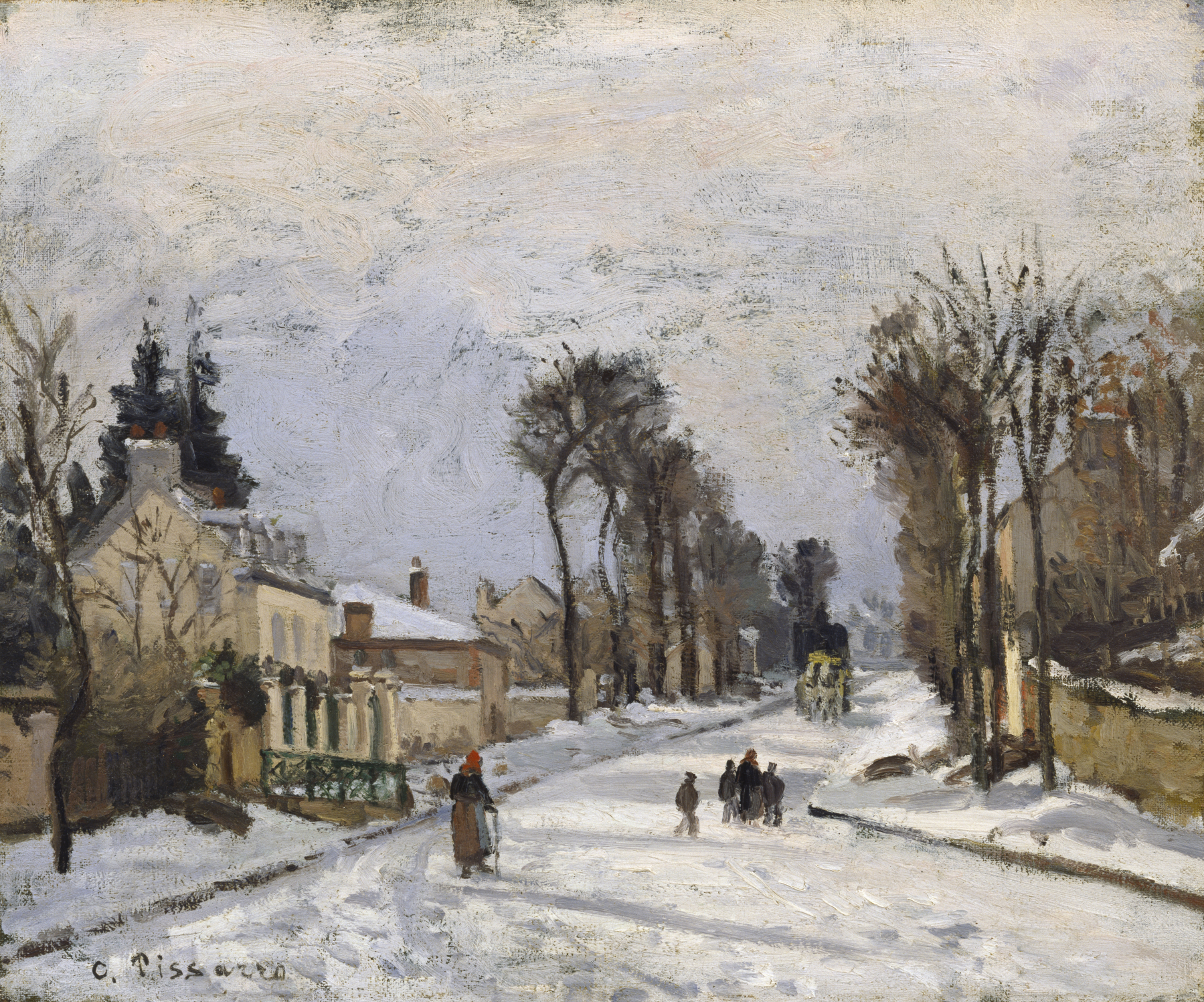
Road to Versailles at Louveciennes (The Snow Effect)
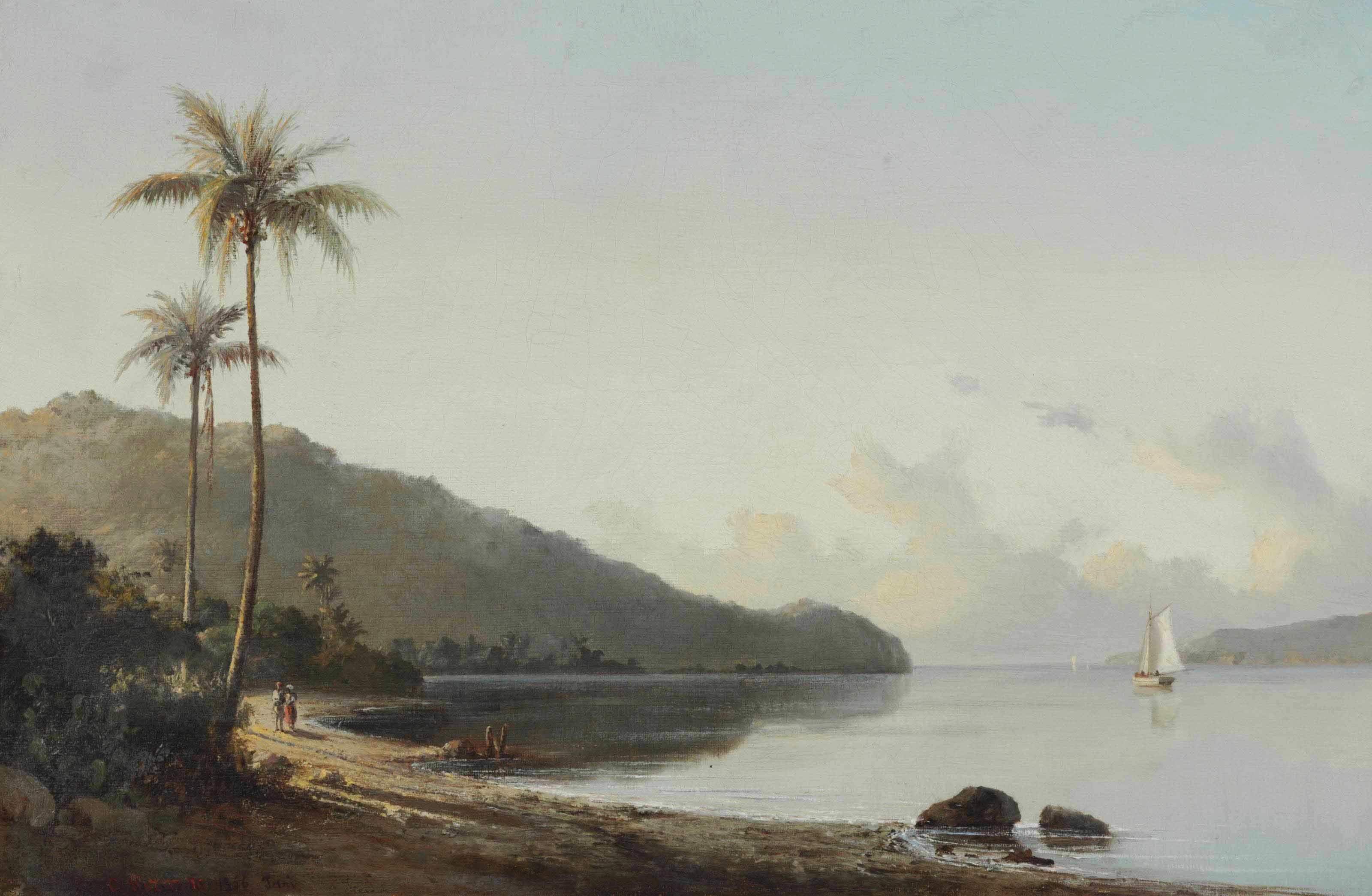
Inlet and sailboat